# 31 Armia (ZSRR)
31 Armia (ros. 31-я армия) – związek operacyjny Armii Czerwonej z okresu II wojny światowej, zdobyła m.in. kwaterę Hitlera Wolfsschanze.
31 Armia została utworzona w 1941 roku i uczestniczyła w działaniach bojowych do zakończenia wojny 1945 roku. Jej dowództwo powierzono gen. mjr Wasilijowi Dalmatowowi. Początkowo wchodziła  w skład Frontu Odwodowego a następnie Frontu Kalinińskiego.  Uczestniczyła w walkach pod Moskwą i w przeciwuderzeniu (razem z 22 i 29 Armią) przygotowanym przez dowódcę frontu gen. por. Iwana Koniewa. W czasie tej operacji 16 grudnia 1941 roku 31 Armia wyzwoliła miasto Kalinin.
Następnie wchodziła w skład 3 Frontu Białoruskiego. W styczniu 1945 roku w czasie operacji wschodniopruskiej żołnierze 31 Armii zdobyli polową kwaterę Hitlera w Gierłoży zwaną Wilczy Szaniec. W walkach o Bisztynek brały udział 2 korpusy (36 i 44 Korpus Armijny) z 31 Armii. Żołnierze niemieccy z garnizonu w Bisztynku poddali się 30 stycznia. Żołnierze 71 Korpusu Armijnego po walkach zdobyli Gołdap.

## Dowódcy armii
- gen. mjr Wasilij Dalmatow[1]
- gen. płk Wasilij Głagolew
- gen. por. Piotr Szafranow od 17 stycznia 1945

## Struktura armii
Skład w październiku 1941:
- 5 Dywizja Piechoty
- 110 Dywizja Piechoty
- 119 Dywizja Piechoty
- 247 Dywizja Piechoty
- 249 Dywizja Piechoty

Skład w styczniu 1945:
- 36 Korpus Armijny — gen. mjr Konstanty Prowałow
- 44 Korpus Armijny — gen. mjr Michał Klesznin
- 71 Korpus Armijny —  gen. mjr Sergiusz Kniaźkow[8]